# Fascioliasis
La fascioliasis o fasciolosis es una enfermedad parasitaria (helmintiasis) causada por dos especies de trematodos digéneos, Fasciola hepatica y Fasciola gigantica, conocidas vulgarmente como duelas del hígado. Los adultos se localizan en la vesícula biliar o en los conductos biliares del hígado.
Se trata de una zoonosis ya que afecta primariamente a otros mamíferos, pero puede transmitirse al hombre. F. hepatica es propia de Europa, América y Oceanía, pero en África y Asia se dan ambas especies y su distribución se superpone en muchas áreas.
El ciclo biológico de los parásitos involucra a dos hospedadores, uno intermediario y otro definitivo. El hospedador intermediario es un caracol de agua dulce; el número de posibles hospedadores definitivos es muy amplio e incluye el ganado y otros muchos mamíferos herbívoros (principalmente ovejas y vacas), incluyendo el ser humano.
Una estimación conservadora sobre la pérdida de productividad del ganado debida a la fascioliasis arroja la cifra de más 3.200 millones de dólares anuales en todo el mundo.
Además, la fascioliasis se considera una enfermedad humana emergente; la Organización Mundial de la Salud ha estimado que afecta a 2,4 millones de personas y que otros 180 millones tiene riesgo de infección. El cambio climático parece tener un papel relevante en esta expansión.

## Otros nombres
La fascioliasis se conoce también fasciolosis, distomiasis, distomatosis hepática, duela; en Chile es conocida como pirihuín, y en el norte de Argentina y Uruguay como saguaipé.

## Los parásitos
F. hepatica mide entre 2 y 3 cm y es cosmopolita. F. gigantica mide de 4 a 10 cm y se distribuye principalmente por los trópicos; ha sido citada en África, Oriente Medio, Europa Oriental y el sur y el este de Asia.
En ganado de Japón se han descrito individuos diploides (2n = 20), triploides (3n = 30) y quimera (2n/3n), la mayoría de los cuales se reproducen partenogenéticamente; por ese motivo, las duelas del Japón no se adscriben a ninguna especie concreta y se citan como Fasciola sp.
Estudios recientes basados en genes mitocondriales han demostrado que las Fasciola japonesas están más relacionadas con F. gigantica que con F. hepatica. Por otra parte, se ha descrito una tercera especie de Fasciola que parasita elefantes en la India.

### Ciclo de vida deFasciola hepatica
|  | 1.- Los huevos abandonan el hospedador definitivo con las heces. 2.- De los huevos eclosionan larvas ciliadas miracidio. 3.- Las larvas miracidio penetran en el hospedador intermediario, un caracol de agua dulce. 4.- En el interior del caracol, las larvas miracidio se transforman en esporocistos (4a) que se desarrollan en redias (4b) y éstas en cercarias (4c). 5.- Las cercarias abandonan el caracol y, tras un periodo de vida libre en el agua se enquistan sobre plantas acuáticas, transformándose en metacercarias. 6.- Las metacercarias son ingeridas por el ganado o por los humanos, los hospedadores definitivos que se desenquistan en el duodeno 7.- Del duodeno pasan a los conductos biliares, donde originan los adultos que producirán huevos que abandonarán el hospedador y cerrarán el ciclo. |

## Distribución geográfica
La fascioliasis está distribuida por todo el mundo. Mientras que la fascioliasis animal está presente en países con una producción ganadera elevada (especialmente bovinos y ovejas), las fascioliasis humana es más común, excepto en Europa Occidental, en países en vías de desarrollo. La fascioliasis se da solo en las áreas en que existen los hospedadores intermediarios apropiados (ciertas especies de caracoles acuáticos).

### Fascioliasis humana
La fascioliasis humana se ha convertido un importante problema de salud pública. Ha sido observada en Europa, América, Asia, África y Oceanía y su incidencia se ha incrementado en 51 países de los cinco continentes. Un análisis global muestra que la supuesta correlación entre fascioliasis animales y humanas solo se da a un nivel básico. Prevalencias altas en humanos no se dan necesariamente en áreas donde la fascioliasis es un grave problema veterinario. Por ejemplo, en Sudamérica se dan hiperendemias y mesoendemias en Bolivia y el Perú donde la fascioliasis animal es un problema menor, mientras en países como Uruguay, Argentina y Chile las infecciones a humanos son esporádicas (hipoendémicas).

#### Europa
En Europa, la fascioliasis humana se da principalmente en Francia, España, Portugal y la antigua URSS. Francia está considerada una importante área endémica; entre 1970 y 1982 se contabilizaron un total de 5.863 casos en hospitales franceses. En otros países europeos la fascioliasis es esporádica y la presencia de la enfermedad está asociada a viajes a áreas endémicas. En cuanto a la antigua Unión Soviética, casi todos los casos provienen de Tayikistán.
Muchos artículos citan la fascioliasis en Turquía, donde la prevalencia, calculada a través de estudios serológicos, es de un 3,01% en la provincia de Anatolia y entre 0,9 y 6,1% en la provincia de Isparta.

#### América
En América del Norte es una enfermedad muy esporádica. En México se han citado 53 casos. En América Central es un problema sanitario en varias islas del Caribe, en especial en Puerto Rico y Cuba; en las provincias cubanas de Pinar del Río y Villa Clara la fascioliasis es hiperendémica.
En Sudamérica es un serio problema en Bolivia, el Perú y Ecuador, que son considerados los países con mayores prevalencias del mundo, en especial en las zonas del Altiplano. En el altiplano del norte de Bolivia la prevalencia de la infección alcanza del 72% al 100% en algunas comunidades, deducida por pruebas coprológicas y serológicas respectivamente.
En el Perú, F. hepatica en humanos se da en todo el país. Las prevalencias más altas se han constatado en Arequipa, Valle del Mantaro, Departamento de Cajamarca y Departamento de Puno. En otros países sudamericanos como Argentina, Uruguay, Brasil, Venezuela y Colombia, la fascioliasis humana parece ser esporádica, a pesar de la elevada prevalencia de la enfermedad en el ganado.

#### África, Asia, Australia y Oceanía
En África, los casos de fascioliasis humana son escasos, excepto en la zona norte. La prevalencia más elevada se da en Egipto, donde la enfermedad es más común en las comunidades que viven en el delta del Nilo.
En Asia, la mayor parte de los casos de fascioliasis humana proceden de Irán, donde se han citado más de 10 000 casos, sobre todo de la provincia de Guilán, en el mar Caspio. En el este de Asia la enfermedad es esporádica y se han docimentado pocos casos en Japón, Corea, Vietnam y Tailandia.
En Australia la enfermedad es muy rara (solo 12 casos documentados). En Nueva Zelanda nunca se ha detectado en humanos.

### Fasciolosis animales
Los países en que se ha detectado fascioliasis en el ganado son los siguientes:
- Europa: Reino Unido, Irlanda, Francia, Portugal, España, Suiza, Italia, Holanda, Turquía, Alemania, Polonia y Rusia.
- Asia: Rusia, Tailandia, Irak, Irán, China, Vietnam, India, Nepal, Japón, Corea, Filipinas
- África: Kenia, Zimbabue, Nigeria, Egipto, Gambia, Marruecos.
- Australia y Oceanía: Australia, Nueva Zelanda.
- América: Estados Unidos, México, Cuba, Perú, Chile, Uruguay, Argentina, Jamaica, Brasil.

El 8 de septiembre de 2007, funcionarios veterinarios del sur de Cotabato (Filipinas) informaron que el nivel de infección en animales domésticos ascendía al 89,5%, lo que representa un súbito aumento de casos debido al clima cambiante de la región, y que debían tomarse medidas para evitar complicaciones con la surra y otras infecciones.

## Fuentes de infección y transmisión en humanos

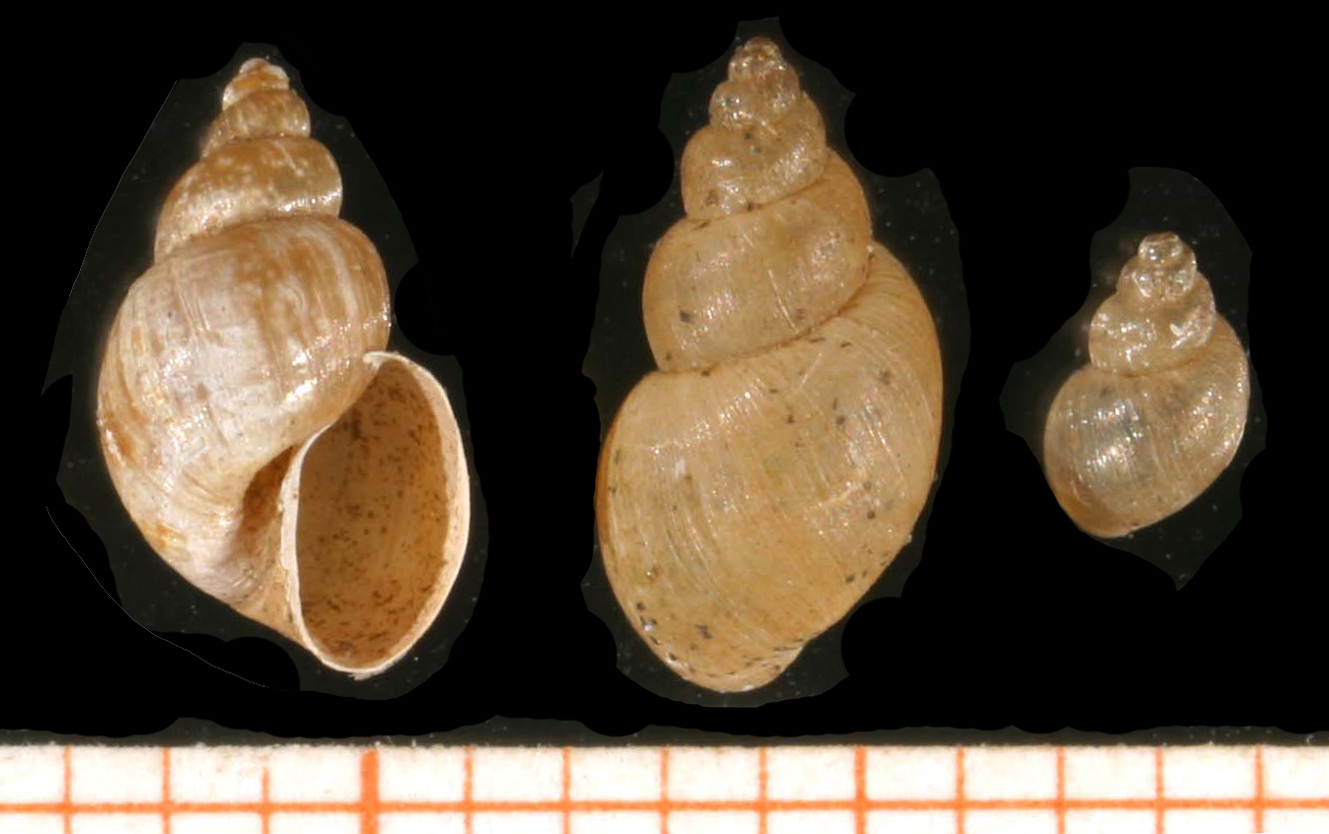
Galba truncatula, el hospedador intermediario de F. hepatica en Europa y Sudamérica.

### Síntomas clínicos en humanos

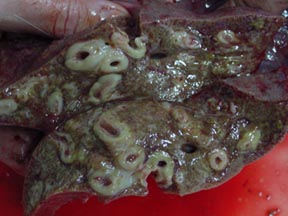
Hipertrofia de los conductos biliares del hígado de una cabra causada por F. hepatica

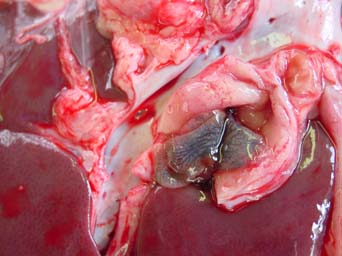
Adultos de Fasciola hepatica en los conductos biliares del hígado de una cabra

## Diagnóstico

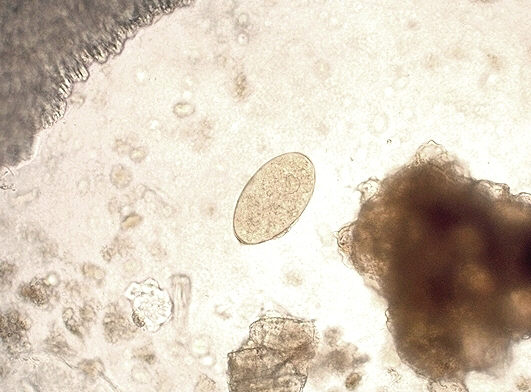
Huevo de Fasciola hepatica (ovalado en el centro de la imagen)

### En humanos

Formula del triclabendazol